# Johann Frederik Oest
Johann Frederik Oest (født 10. december 1755 i Nykirke ved Stenbjergkirke, død 14. januar 1815 Bernstoffsminde ved Brahetrolleborg, Fyn) var en dansk lærer og oplysningsmand
Oest er født 1755 i landsbyen Nykirke i det østlige Angel i Sønderjylland. I 1773 blev Oest student på Københavns Universitet, hvor han læste pædagogik og naturvidenskab. I 1779 forlod han København for at blive huslærer, blandt andet virkede han syv år hos Kammerherre Ahlefeldt på Damp gods på halvøen Svans. Her kom han i forbindelse med de tyske forfattere og pædagoger Johann Bernhard Basedow og Joachim Heinrich Campe og skrev en række afhandlinger til sidstnævntes revisionsværk. I 1788 blev han huslærer på Brahetrolleborg på Fyn, men opgav denne plads efter at han giftede sig med Dorothea Marie Petersen. Senere underviste han i en kort tid i Lyksborg. I 1795 blev han førstelærer ved den nyoprettede seminarium på Brahetrolleborg, hvor han forblev til sin død den 14. jan. 1815. I 1803 blev han professor. I 1813 blev han til ridder af Dannebrog.